# Мелетій Носков
Носков Іван (чернече ім'я — Мелетій; *1776, Київ — †1851, Київ) — український релігійний та освітній діяч, виконувач обов'язків ректора Києво-Могилянської академії, архімандрит Київського Видубицького, Чернігівських Домницького та Єлецького, Острозького Спаського, Лубенського Мгарського монастирів.

## Біографія
Народився в сім'ї священика. У 1789–1801 роках навчався в Києво-Могилянській академії, по закінченні якої залишився в ній учителем нижчих граматичних класів (викладав російську, грецьку, німецьку мови, арифметику).
У 1809 прийняв чернечий постриг і продовжував викладати у середніх граматичних класах. З 1814 — професор філософії та префект Києво-Могилянської академії.
З 1815 — архімандрит Київського Видубицького монастиря, але не покинув викладацької роботи. Після звільнення ректора Й. Мохова (1816) виконував ще й обов'язки ректора та викладав богослов'я, а також отримав настоятельство у Київському Братському монастирі.
З 1817 року, після закриття Києво-Могилянської академії, був архімандритом у різних монастирях: Чернігівському Думницькому, Чернігівському Єлецькому Успенському, Острозькому Спаському, Лубенському Мгарському Спасо-Преображенському, Свіязькому Богородицькому. Працював у семінаріях: Чернігівській (1817–1822), Волинській (1823–1824), Полтавській (1824–1838).
Останні роки життя перебував на спочинку в Києво-Печерський лаврі, де й упокоївся. Похований у Ближніх печерах Києво-Печерської лаври.